# Бовтрук Вадим Ігорович
Вадим Ігорович Бовтрук (нар. 18 серпня 1991, м. Київ) — український футболіст, півзахисник вишгородського «Діназа».

## Ігрова кар'єра
Вихованець київського футболу. На дитячо-юнацькому рівні грав за київські команди ДЮСШ-15 і «Атлет». Перший сезон у професійній кар'єрі відіграв у Другій лізі за «Нафком» (Бровари), до якого його запросив Олег Федорчук. З 2009 по 2011 роки виступав у складі вінницької «Ниви», до якої також був запрошений Федорчуком. У сезоні 2009/10 його команда виграла Кубок української ліги та срібні медалі Другої ліги, здобувши право на підвищення в класі.
У січні 2012 року прибув на перегляд у полтавську «Ворсклу», однак у лютому покинув розташування команди. Натомість перейшов в команду Другої ліги «Десна» (Чернігів), яку очолив тренер Олександр Рябоконь. Уперше вийшов на поле в складі команди 7 квітня 2012 року в матчі з «Прикарпаттям» (2:0). У сезоні 2012/13 «Десна» стала переможцем Другої ліги і підвищилася в класі. У наступних чемпіонатах команда двічі посіла 5-е місце у Першій лізі і вийшла до 1/4 фіналу Кубка України.
У сезоні 2016/17 «Десна» посіла 2-е місце в Першій лізі, отримавши право на перехід до Прем'єр-ліги, проте не була допущена до участі у вищому дивізіоні рішенням ФФУ. В результаті сезон 2017/18 команда знову почала в Першій лізі. Перед стартом чемпіонату Вадим Бовтрук підписав новий контракт з «Десною» терміном на 2 роки. 19 липня 2017 року було оголошено про перехід гравця на правах оренди в «Оболонь-Бровар», за який він виступав до завершення першої частини сезону. У лютому 2018 року на умовах оренди до закінчення сезону став гравцем житомирського «Полісся», а потім, також в оренді, грав за «Суми».
У 2019—2022 роках виступав за вишгородський «Діназ», після чого став гравцем аматорського клубу «Штурм» (Іванків).

## Досягнення
«Нива»
- Володар Кубку ліги: 2009/10
- Срібний призер Другої ліги: 2009/10.

«Десна»
- Срібний призер Першої ліги: 2016/17.
- Переможець Другої ліги: 2012/13.